# Fast Charlie... the Moonbeam Rider
Fast Charlie... the Moonbeam Rider is een Amerikaanse komische avonturenfilm uit 1979, met David Carradine in de titelrol.

## Verhaal
David Carradine speelt Fast Charlie Swattle, een motorracer en zwendelaar, die na de Eerste Wereldoorlog door de Verenigde Staten zwerft. Hij neemt deel aan de eerste - illegale - langeafstandsmotorrace in de Verenigde Staten, met een Moonbeam, in de hoop flink wat prijzengeld te verdienen. Hierbij schuwt hij de nodige listen en bedrog niet. Een paar oude maten uit zijn diensttijd zorgen voor technische bijstand.

## Rolverdeling
| Acteur           | Personage       |
| ---------------- | --------------- |
| David Carradine  | Charlie Swattle |
| Brenda Vaccaro   | Grace Wolf      |
| L.Q. Jones       | Floyd           |
| R.G. Armstrong   | Al Barber       |
| Terry Kiser      | Lester Neal     |
| Jesse Vint       | Calvin Hawk     |
| Noble Willingham | Pop Bauer       |
| Ralph James      | Bill Bartman    |